# فرمان‌خان
فرمان‌خان فیلمی به کارگردانی  و نویسندگی احمد صفایی ساختهٔ سال ۱۳۴۶ است.

## بازیگران
- نصرت‌الله محتشم
- محمد عبدی
- دلیله نمازی
- ثریا بهشتی [۱]
- گیتی جعفری
- ناصر جک لرد